# 卯野春香
卯野 春香（うの はるか、4月25日 - ）は、日本の元女性声優。千葉県出身。

## 来歴
2013年に舞台デビュー。2015年にA&Gアカデミー19期を卒業し、10月より超!A&G+のラジオ番組でパーソナリティを担当、以降、2017年6月現在に至るまでA&Gのラジオ番組のパーソナリティを務めている。2016年10月の『タマ&フレンズ うちのタマ知りませんか?』のクロ役でアニメデビューを果たした。2017年春よりホーリーピークに正所属した。2021年3月末をもち退所、5月1日に芸能活動を引退する事をTwitterで発表した。

### 人物
- 趣味はメダルゲーム、水族館通い[1]、カメラ[5]。
- 特技は馬跳び、絵を描くこと、剣道(二段)[1]。
- 柴犬を飼っており、Twitterで写真を投稿することがある[6]。

### Love♡Rescend
自身がパーソナリティを務めるアニきゅん!のオープニングテーマとエンディングテーマを歌うユニットとして、同じくパーソナリティを務める冨尾光里と結成、2016年9月にCDが発売された。収録曲の「ラブ♡プレリュード」は卯野が、「DISTANCE」は冨尾が作詞を担当した。同年7月のA&GサタデーライブでCD発売に先駆けて披露した。また同年10月にもA&Gオールスター2016・スペシャルライブ！に出演した。さらに2017年7月のA&Gサタデーライブにも再度出演し、上記の2曲を披露した。

## 出演

### テレビアニメ
- タマ&フレンズ うちのタマ知りませんか?（2016年、クロ）

### ゲーム
2017年
- 天空のクラフトフリート（フリクセル、キノッコ)

2018年
- Lord of Knights: ロードオブナイツ（蒼紫のネーベルネヴィア)
- ソラとウミのアイダ（姫金神)
- 陰陽おとぎソール（ウァプラ、大典太光世、アシュタロ、サンタさん、トグラム)

### ラジオ
※はインターネット配信。
- アクターズゲート 僕たちのシェアハウスに住んでいるのは...（2015年 - 2016年、超!A&G+※）[2]
- アニきゅん!（2016年 - 超!A&G+※）[12]
- A&Gサタデーライブ！(2016、2017年、2018年超!A&G+※)　Love♡Rescend名義で2回、さらにMC代打としても出演[13]
- ワンダフルサタデー（2018年、超!A&G+※）
- 音泉キング「下野紘」のラジオ きみはもちろん、〈音泉〉ファミリーだよね?（2018年 - 、音泉※）
- 音泉ジュニアのラジオ「卯野春香・湊元りょうの聖なるブラックゾーン」（2018年、音泉※）[14]
- 松田・卯野のA&Gアカデミー潜入捜査記録!（2019年 - 、超!A&G+※・AG-ON Premium※）[15]

### 舞台
- 舞台ドリームクラブ（2013年8月16日 - 18日）ユウ[16]
- アイドルくの一忍法帖　−風魔四姉妹の逆襲−（2016年10月13日 - 16日）監禁ガールズ[17]

### その他コンテンツ
- A&Gオールスター2016・スペシャルライブ！(2016年10月23日) Love♡Rescend[8]
- AT-X「ウチの夏フェス2016！」フレッシュ夏フェス隊[5]
- 劇団ドリームクラブディナーショー2014 （2014年12月）ユウ[16]
- 劇団ドリームクラブホストガールライブオンステージ Vol.1～Vol.4（2014年2月～11月）ユウ[16]
- 地球防衛軍×劇団ドリームクラブホストガールスペシャルLIVEオンステージ（2014年9月）ユウ[16]

## ディスコグラフィ
| 発売日 | タイトル          | 名義         | 楽曲                              | タイアップ                    |
| 2016年 | 2016年            | 2016年       | 2016年                            | 2016年                        |
| ------ | ----------------- | ------------ | --------------------------------- | ----------------------------- |
| 9月2日 | ラブ♡プレリュード | Love♡Rescend | 「ラブ♡プレリュード」「DISTANCE」 | ラジオ『アニきゅん!』テーマCD |